# Baby Island Heights (Washington)
Baby Island Heights es un área no incorporada ubicada en el condado de Island en el estado estadounidense de Washington.

## Geografía
Baby Island Heights se encuentra ubicado en las coordenadas.